# Inklyuhkinatko Indian Reserve 2
Inklyuhkinatko Indian Reserve 2 är ett reservat i Kanada.   Det ligger i provinsen British Columbia, i den södra delen av landet, 3 400 km väster om huvudstaden Ottawa.
I omgivningarna runt Inklyuhkinatko Indian Reserve 2 växer i huvudsak barrskog. Runt Inklyuhkinatko Indian Reserve 2 är det glesbefolkat, med 9 invånare per kvadratkilometer.